# Озірний Олексій Антонович
Олексі́й Анто́нович Озі́рний (29 березня 1954, с. Вербівка, тепер Черкаська область, СРСР) — український поет; член НСПУ (1996).

## З життєпису
Народився 29 березня 1954 року в с. Вербівка Городищенського району. 
1975 року закінчив Черкаський педагогічний інститут, у 1991 році — Київський педагогічний університет імені М. П. Драгоманова.
Працював тренером-викладачем, психологом Звенигородської ДЮСШ №3.
У 1994—98 рр. — помічник народного депутата України С. О. Паська.
На державній службі з 1998 року. Працював, зокрема, помічником та заступником начальника відділу з питань сім’ї, молоді та спорту Звенигородської райдержадміністрації, начальником управління культури Черкаського міськвиконкому.
Займав посаду заступника голови Смілянської районної державної адміністрації.
Олексій Антонович Озірний — член Всеукраїнського об'єднання «Батьківщина», депутат Черкаської обласної ради від цієї політичної партії (станом на зиму 2017—18 рр.).

## Творчість
О. А. Озірний — поет; друкуватися почав у газеті «Шевченків край» та обласній періодиці, альманахах молодих поетів Черкащини; член Черкаської облорганізації НСПУ з 1996 року.
Він — автор 4-х поетичних збірок, зокрема:
- «Проща» і «Козацький цвинтар», за які присуджено обласну літературно-публіцистичну премію «Берег надії» ім. В. Симоненка (1996);
- «Заплакані зорі» (2003).